# Mikael Anderson
Mikael Anderson, né le 1er juillet 1998 à Reykjavik en Islande, est un footballeur international islandais, qui évolue au poste d'ailier gauche à Djurgårdens IF.

## Biographie

### En club
Natif de Reykjavik en Islande, Mikael Anderson est formé au Danemark, à l'AGF Århus. A 14 ans il effectue un essai à Aston Villa avant de retourner au Danemark et de poursuivre sa formation au FC Midtjylland. Il joue son premier match en professionnel le 1er décembre 2016, lors d'une rencontre de championnat face au Silkeborg IF, contre qui son équipe s'incline (2-1).
Le 31 août 2017 il est prêté en deuxième division danoise, au Vendsyssel FF pour la saison 2017-2018.
Le 2 juillet 2018, Anderson est prêté à l'Excelsior Rotterdam pour la saison 2018-2019 d'Eredivisie.
Le 31 août 2021, lors du dernier jour du mercato, Mikael Anderson rejoint l'AGF Aarhus.
Anderson se fait remarquer dès sa première apparition pour l'AGF, le 12 septembre 2021, contre le Vejle BK en championnat, en marquant son premier but pour le club. Entré en jeu après la pause, il permet à son équipe de s'imposer en étant le seul buteur du match.

### En sélection
Mikael Anderson joue à la fois dans les équipes de jeunes islandaises et danoises.
Avec les espoirs islandais, il délivre deux passes décisives lors des éliminatoires de l'Euro espoirs 2021, contre le Luxembourg le 6 septembre 2019 (victoire 3-0 des Islandais) et l'Arménie trois jours plus tard (6-1 pour l'Islande). Il est retenu avec cette sélection pour disputer le championnat d'Europe espoirs en 2021, où il joue trois matchs. Son équipe est toutefois éliminée dès la phase de groupe
Il honore sa première en sélection avec l'équipe d'Islande le 14 novembre 2019, contre la Turquie. Il entre sur le terrain en fin de rencontre, à la place d'Ari Freyr Skúlason, et les deux équipes font match nul (0-0). Le 17 novembre 2019, il délivre sa première passe décisive, contre la Moldavie, lors des éliminatoires de l'Euro 2020 (victoire 1-2).

## Vie personnelle
Mikael Anderson est né d'un père jamaïcain et d'une mère islandaise. Ayant grandi au Danemark, il possède également la nationalité danoise.

## Palmarès
FC Midtjylland
- Championnat du Danemark (1) :
  - Champion : 2019-20.